# Filderstadt
Filderstadt är en stad i Landkreis Esslingen i regionen Stuttgart i Regierungsbezirk Stuttgart i förbundslandet Baden-Württemberg i Tyskland.
Kommunen Filderlinden bildades 1 januari 1975 genom en sammanslagning av kommunerna Bernhausen, Bonlanden, Harthausen, Plattenhardt och Sielmingen. Namnet ändrades 25 juli 1975 till det nuvarande.